# Oppunda härad

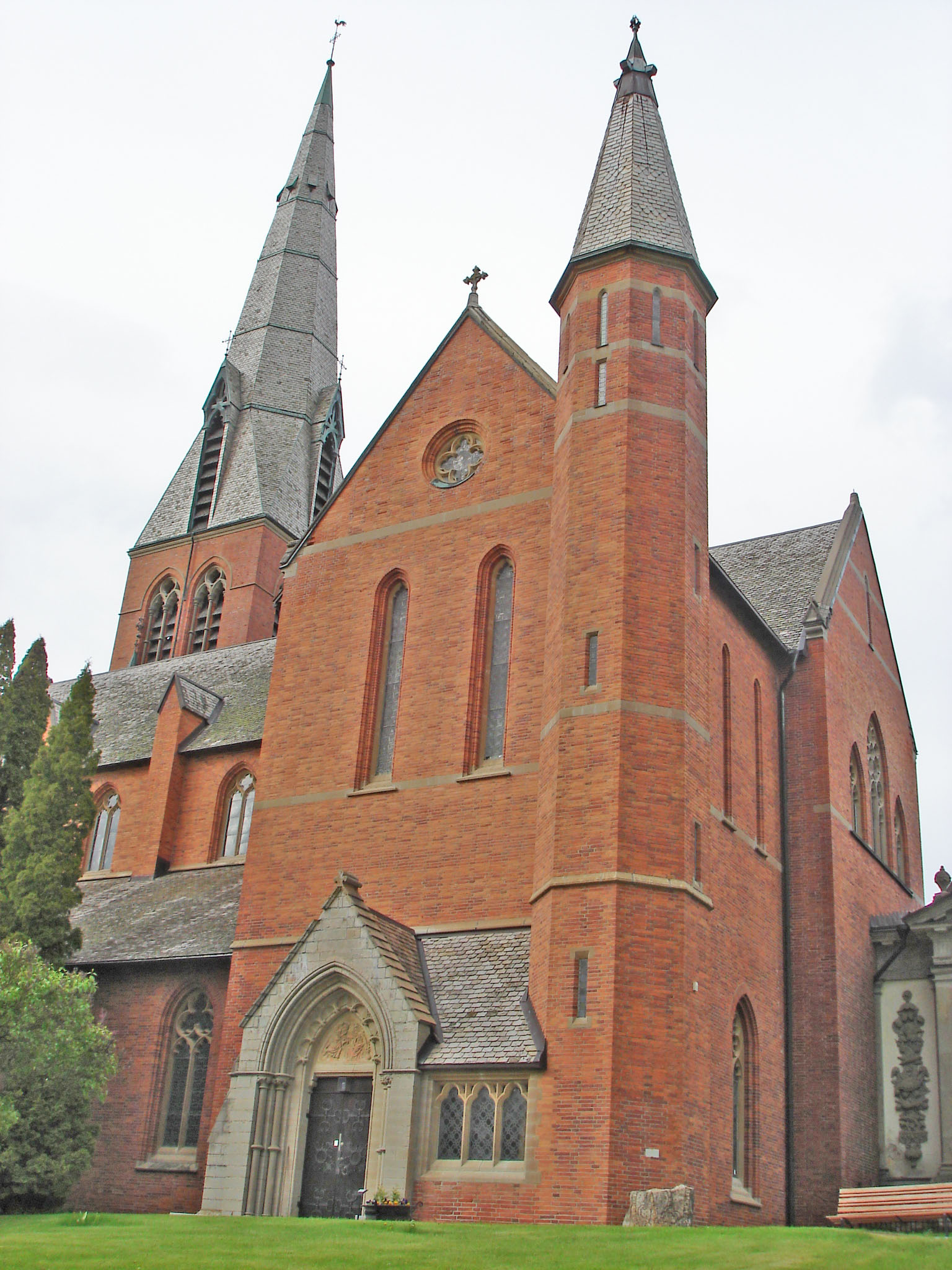
Floda kyrka

Oppunda härad var ett härad i västra Södermanland. Häradet omfattade större delen av nuvarande Katrineholms kommun, hela Vingåkers kommun samt delar av Flens kommun och Nyköpings kommun. Samtliga tillhör Södermanlands län. Den totala arealen mätte 1 544 km² vilket år 1930 fördelades på knappt 397 km² åker och knappt 787 km² skog. Befolkningen uppgick samma år till 31 607 invånare. Tingsställe var under medeltiden vid Vadsbro kyrka och under nya tiden vanligen vid Lerbo kyrka. Från 1750 var tingsstället Stensjö i Stora Malms socken för att från 1881 flyttas till Katrineholm. 

## Geografi
Oppunda härad var Södermanlands läns västligaste och största härad. Häradet var beläget mellan sjön Hjälmaren i nordväst och sjön Yngaren i sydost, kring den i häradsområdets centrum belägna staden Katrineholm, och har backiga trakter med odlade marker insprängda i skogsområden. Häradsområdet ligger på den sörmländska sjöplatån och tillhör huvudsakligen Nyköpingsåns avrinningsområde. Området har en rik växling mellan bördiga och rika slättbygder och småkuperade skogstrakter. I de natursköna omgivningarna kring häradets många sjöar ligger ett stort antal kända slott och herresäten. I sydost gränsade Oppunda härad mot Jönåkers härad, i sydväst mot Finspånga läns härad i Östergötlands län och i väst avgränsas området av Askers härad i Örebro län. I norr ligger Öster- och Västerrekarne härader, i nordost Villåttinge härad och i öster Rönö härad.
Häradet omgärdarde helt en stad - Katrineholm - men saknade köpingar. Det hade dock två municipalsamhällen - Vingåker och Valla - där Vingåker belägen 80 km nordväst om Nyköping och 55 km sydost om Örebro numera är den största tätorten. Delar av häradet ligger dock inom tätorten Katrineholm.

### Socknar
Oppunda härad omfattade 13 socknar.
| I Katrineholms kommun - Floda - Julita - Lerbo - Sköldinge - Stora Malm I Nyköpings kommun - Husby-Oppunda - Vrena | I Vingåkers kommun - Västra Vingåker - Österåker - Östra Vingåker I Flens kommun - Bettna - Blacksta - Vadsbro |

## Historia
Omkring år 1350 infördes den nuvarande häradsindelningen i landskapet Södermanland och ersatte därmed de tidigare hundare som vilade på förhistoriska anor. Namnet skrevs under 1300-talet Ophund vilket har betydelsen det längre upp (från Östersjön) belägna hundaret. År 1340 omnämndes händelser som inträffat in communi placito Vppunde d.v.s. på Oppunda allmänna ting. Häradets tidigaste tingsplats var belägen vid Vadsbro, öster om Katrineholm i nuvarande Flens kommun, där tingen bedrevs fram t.o.m. 1300-talet. Under 1400- och 1500-talen kom tingsplatsen att flyttas några kilometer västerut till Lerbo kyrka. Under 1700-talet förefaller häradet ha haft två tingsplatser - en vid gästgivaregården i Stensjö i Stora Malm socken och en vid gästgivaregården i Ramsta i Sköldinge socken. Sedan den senare slutat användas omkring år 1760 kom ett tingshus att byggas i Stensjö som från detta också framstår som häradets huvudort, och här fanns såväl marknadsplats som en rad samhällsinrättningar. Sedan Västra stambanan fick station i Katrineholm kom dock denna ort att ta över rollen som huvudort i bygden och i början av 1880-talet kom också tingsplatsen att flytta hit.
Oppunda härad har i alla tider haft en stor andel frälsejord och här fanns redan under tidig medeltid den kungsgård som kommit att ge Husby-Oppunda socken sitt namn. Ett otal säterier och en del slott har sedermera kommit att prägla landskapet. Bland slotten märks Ericsbergs slott sydost om Katrineholm som började uppföras under stormaktstiden, samt Åkerö slott på en ö i sjön Yngaren som i nuvarande skick är från 1700-talet. Bland säterierna märks Stora Djulö och Claestorp utanför Katrineholm, Tärnö i Husby-Oppunda socken, Sävstaholm utanför Vingåker och Gimmersta söder om Äsköping för att bara nämna några. Vid nuvarande Julita gård vid sjön Öljarens strand låg under medeltiden Julita kloster eller Säby som det ibland också kallas. Klostret, som tillhörde cisterciensorden bildades år 1160 i Sigtuna men flyttade till Julita redan år 1180 efter att marken upplåtits av kung Knut Eriksson. Klostret kom med tiden att bli en viktig aktör i området, tills det stängdes av Gustav Vasa under 1520-talet. Bland häradets kyrkor märks Floda kyrka som härrör från 1100-talet och bland annat har kalkmålningar av Albertus Pictor. Sedan kyrkan renoverats på 1800-talet har den kommit att ses som en av Sveriges allra största landsbygdskyrkor, vilket också är fallet med Västra Vingåkers kyrka med anor från 1300-talet.
Liksom i de flesta svenska landsdelar var den viktigaste näringen i Oppunda härad jordbruket med dess binäringar inom till exempel skogsbruk. En del tidig industri med järnhantering förekom dock vid bland annat Forssjö bruk i Stora Malm socken och järnmalmsbrytning skedde i bl.a. Kanntorps gruvor i Sköldinge socken. Närmare Hjälmaren förekom även kalkbrott och utanför Katrineholm bröts marmor. Det verkliga uppsvinget kom dock i samband med järnvägens tillkomst år 1862 och Katrineholms grundande. I staden uppkom bl.a. en snickerifabrik. När Östra stambanan också drogs förbi staden år 1866 kom Katrineholm att utvecklas till en järnvägsknut, vilken den till viss del alltjämt är. Bygdens andra stora tätort Vingåker hade en liknande utveckling kring järnvägen men här utvecklades istället en omfattande textilindustri.

## Län, fögderier, domsagor, tingslag och tingsrätter
Häradet har sedan 1634 hört till Södermanlands län. Församlingarna i häradet har hört till Strängnäs stift. 
Före 1634 ingick häradet i Nyköpings län och bildade från 1556 ett eget fögderi.
Häradets socknar hörde från 1720 till följande fögderier:
- 1720-1885 Södermanlands läns Andra fögderi
- 1886-1917 Vingåkers fögderi
- 1918-1945 Oppunda fögderi
- 1946-1966 Flens fögderi dock ej Stora Malms, Västra, Östra Vingåker, Österåkers och Julita socknar
- 1967-1990 Katrineholms fögderi från 1946 för Stora Malms, Västra, Östra Vingåkers, Österåkers och Julita socknar
- 1967-1990 Nyköpings fögderi för Husby Oppunda och Vrena socknar

Häradets socknar tillhörde följande domsagor, tingslag och tingsrätter:
- 1680-1947 Oppunda tingslag i
  - 1680-1878 Oppunda, Villåttinge, Jönåkers, Rönö och Hölebo häraders domsaga, från 1861 benämnd Kungadömets domsaga
  - 1879-1970 Oppunda och Villåttinge domsaga
- 1948-1970 Oppunda och Villåttinge domsagas tingslag i Oppunda och Villåttinge domsaga

- 1971-2009 Katrineholms tingsrätt och dess domsaga, dock ej för områden i Nyköpings kommun
- 1971- Nyköpings tingsrätt och dess domsaga, från 2009 även för områdena som ej ligger i Nyköpings kommun

### Webbkällor
- Nationella arkivdatabasen för uppgifter om fögderier, domsagor, tingslag och tingsrätter